# Reichenau an der Rax
Reichenau an der Rax je trško mesto v avstrijski zvezni državi Spodnja Avstrija z 2567 prebivalci (stanje 1.1. 2023). ki leži ob vznožju gorovja Rax na reki Schwarza, povirju Leithe .